# 山本栞
山本 栞（やまもと しおり、1998年8月3日 - ）は、日本の女優、グラビアアイドル。
PPエンタープライズ所属。

## 略歴
エーライツ所属タレントとしてデビュー。2021年11月、初代ミスSPA!グランプリを受賞。
2024年12月24日、PPエンタープライズに所属する。

## 人物
- 趣味は柔軟、ドラマ鑑賞[2]。
- 特技は機械体操、料理[2]。
- SCOOPIE NEWSでは細身の体型を「シンプル故に最高級のカラダ」と報道された[5]。

## 作品

### デジタル写真集
- ミスSPA！ 2021 山本栞「はじめまして （1）」(2022年3月4日、扶桑社［ＳＰＡ！デジタル写真集］、撮影：田中 智久）[6]

### 写真集
- 『Pure（PharfaiteShowcase3新刊）』（2025年5月6日)

## 出演

### イベント
- Pharfaite Showcase3（2025年5月6日、東京都立産業貿易センター浜松町館3F・4F）

### 舞台
2021年
- ガスマスクの伊藤さん。2 （2021年6月9日-13日、六行会ホール）- 暗田望実 役/椎本詩 役
- 放課後戦記〜血塗られた首謀者〜 振替公演（2021年8月19日 - 22日、六行会ホール/2021年10月9日 - 10日、Theater Mixa）- 菊救丘援美 役

2022年
- アサルトリリィ・御台場女学校編〜 The Empathy Phenomenon 〜（2022年2月17日-28日、紀伊國屋サザンシアターTAKASHIMAYA） - 竹久央 役
- 朗読劇「叶え屋『ソルシレーヴ』〜メリーバッドエンド〜」再演（2022年8月9日-14日、BOX in BOX THEATER）- ララ役
- ペイティング・バーレスク 〜天使がいた場所〜（2022年9月28日-10月2日、こくみん共済 coop ホール スペース・ゼロ） - ケイティ役

2023年
- アサルトリリィ・御台場女学校-〜The Battle to Overcome〜（2023年2月3日-12日、 こくみん共済 coop ホール スペース・ゼロ ） - 竹久央 役
- 人狼TLPT『#48:WITCH III星降る夢と13人の魔女』（2023年5月6日-13日、シアターサンモール）-ティファニー 役
- アサルトリリィ「リリィコレクション2023 御台場女学校 with 私立ルドビコ女学院」（2023年8月26日-27日、大手町三井ホール） - 竹久央 役

2024年
- 劇団山本屋『誰とも戦わない凛をなぞって〜電車は下北沢からフランス行きへ〜』（2024年1月10日-14日、下北沢駅前劇場）- 商 役
- 萬腹企画『封印壊除』（2024年3月21日-25日、 シアターグリーン BIG TREE THEATER ）- ハナ 役
- アサルトリリィ『Lily Scramble!!!! -春の合同音楽祭-』（2024年4月18日-19日、 東京キネマ倶楽部）
- mucho produce『蜻蛉の住む家』（2024年6月12日-16日、中野テアトルBONBON ）- 雛 役
- アサルトリリィ・御台場女学校編 〜The Snowdrop〜（2024年8月1日-11日、 紀伊国屋サザンシアター TAKASHIMAYA ）- 竹久央 役
- 『苦闘のラブリーロバー』（ 2024年12月11日-15日、中野ザ・ポケット ）- あいあい 役

### 映画
- そして、バトンは渡された （2019年5月3日、ワーナー・ブラザースジャパン）- レギュラークラスメイト役

### 配信作品
- OLD ROOTS YouTube 1分ホラー「霊感」(2020年5月) - 成美 役
- ブラックシンデレラ(2021年4月、AbemaTV) - ミス候補役
- 私が獣になった夜(2022年3月、AbemaTV) - 常連客役
- 【推しの子】(2024年11月28日 - 、Amazon Prime Video)-  降板したツルギ役の女優 役[9]
- 市町村てくてく散歩（2025年3月7日、千葉テレビ放送）- 高見奈央 と共に出演[10]
- 近くて近くて遠い（2025年5月24日、TikTok 公式アコムドラマ）- 女子高生役[11]
- 鍵を手にしたその日から（2025年6月13日、TikTok KINTO×ごっこ倶楽部ショートドラマ）[12]
- フレネミーの誤褒美（2025年6月22日、ウミガメごっこ公式TikTok 、アプリPOPCORN）- 朱莉役[13]

### テレビ番組
- ポルポ(2019年5月、テレビ朝日)
- ワールド極限ミステリー 「高度1万ⅿ上空に仕掛けられた時限爆弾 乗客大パニック！」(2020年7月8日、TBSテレビ) - 女子大生グループ役
- ソクラテスのため息〜滝沢カレンのわかるまで教えてください〜(2020年7月、テレビ東京 ) - VTR出演(グッズ紹介)
- 全力坂(2021年9月22日、テレビ朝日)[14]

### テレビドラマ
- 石子と羽男-そんなコトで訴えます?-（2022年7月、フジテレビ) - 部員女役

### ラジオ
- #ラジオのら(2022年10月、ラジオstand.fm ) - ゲスト出演
- よゐこ有野のノーギャラジオ(2022年12月26日、MBSラジオ)

### CM
- サンリオピューロランド 学パス(2020年11月) -メインモデル[15]
- Pococha (2020年)- ライバー役
- キレイモ「アイツもコイツもキレイモ」(2021年3月)- サブキャスト
- ミクチャ(2022年1月)